# Nowy Żytnik
Nowy Żytnik (deutsch Neue Mühle) ist ein Dorf in der polnischen Woiwodschaft Westpommern. Es gehört zur Landgemeinde Malechowo (Malchow) im Powiat Sławieński (Kreis Schlawe).

## Geographische Lage
Nowy Żytnik liegt an der Wojewodschaftsstraße 205 (Darłowo (Rügenwalde) – Sławno (Schlawe) – Polanów (Pollnow) – Bobolice (Bublitz)) unmittelbar an der Einmündung der Verbindungsstraße von Lejkowo (Leikow) und Zielenica (Söllnitz) im Tal der Grabowa (Grabow). Der Ort wird umgrenzt vom Bagno Ostrowiec (Wusterwitzer Moor) im Osten, von Drzeńsko (Drenzig) im Süden, von Zielenica (Söllnitz) und Białęcino (Balenthin) im Westen und Ostrowiec (Wusterwitz) im Norden.

## Geschichte
Neue Mühle war vor 1945 ein über 200 Jahre altes, holzverkleidetes und zur Forstverwaltung Balenthin (Białęcino) gehöriges Wohnhaus für Förster und Waldarbeiter. Westlich der Durchgangsstraße stand ein mit acht Hektar ausgestatteter Pachthof, daneben an der Grabow ein wassergetriebenes Elektrizitätswerk, das zum Gut Deutsch Puddiger (Podgórki) gehörte und dieses Dorf versorgte.
Bis 1945 war Neue Mühle ein Ortsteil der Gemeinde Wusterwitz (Ostrowiec), die zusammen mit Balenthin (Białęcino) das Amt Wusterwitz bildete. Es gehörte zum Landkreis Schlawe i. Pom. im Regierungsbezirk Köslin der  preußischen Provinz Pommern. Standesamtlich war der Ort nach Żegocino (Segenthin) hin orientiert, und das zuständige Amtsgericht war Schlawe. Heute ist Nowy Żytnik ein Teil der polnischen Landgemeinde Malechowo im Powiat Sławieński der Woiwodschaft Westpommern (bis 1998 Woiwodschaft Köslin).

## Kirche
Kirchlich war Neue Mühle bis 1945 ein Teil der evangelischen Kirchengemeinde Wusterwitz (Ostrowiec) im gleichnamigen Kirchspiel, das zum Kirchenkreis Schlawe der Kirche der Altpreußischen Union gehörte. Heute ist Nowy Żytnik ebenfalls Teil der aber nun römisch-katholischen Kirchengemeinde Ostrowiec im Dekanat Sławno im Bistum Köslin-Kolberg der Katholischen Kirche in Polen. Evangelische Einwohner sind heute dem Kirchspiel Koszalin (Köslin) in der Diözese Pommern-Großpolen der Evangelisch-Augsburgischen Kirche in Polen zugeordnet.

## Bildung
Die Kinder von Neue Mühle wurden in der Schule in Klarenwerder (Chomiec) unterrichtet, einem Ortsteil der Gemeinde Jannewitz (Janiewice).